# Emilio Coutaret
Emilio Bonnet Coutaret o Émile Bonnet Coutaret (Thiers, 1863 - La Plata, 1949) fue un arquitecto, ingeniero y pintor francés.

## Biografía
Nacido el 10 de abril de 1863, estudió Arquitectura e Ingeniería en la Ecóle des Beaux Arts de Le Havre  y se trasladó a la Argentina becado por dicha institución educativa Francesa en 1885 para trabajar en la expansión de la red ferroviaria en el Departamento de Ingenieros. Colaboró con el Ingeniero Pedro Benoit 
y el Arquitecto  Ernesto Mayer en el diseño y construcción de la Catedral de La Plata. Realizó el diseño de la imagen de la Inmaculada Concepción que se levanta en los jardines de dicha Catedral como así también trabajó hasta su muerte en los detalles del coro y el púlpito de la misma.(*)
Casó en San Miguel de Tucumán con Guillermina López Fernández con quién tuvo Carmen Coutaret (de Graña), Julia Coutaret (de Molinari) y al eximio pintor Manuel Coutaret.
En 1906 ingresa como docente a recién creadala Escuela de Dibujo que funcionaba en el Museo de La Plata. En 1908 comenzó a desempeñarse como director de la Escuela y ocupó ese cargo hasta 1921.
Además bosquejó los planos para la construcción de la Escuela de Dibujo de La Plata.
Entres sus alumnos se destacan Emilio Pettoruti a quien le enseño perspectiva por un año como lo dice en su libro “Un Pintor ante un espejo”, de su autoría. También fue su alumno el pintor Adolfo Travascio entre otros.
En 1915 preocupado por el destino de su tierra natal Francia, decidió aunar voluntades para mantener sus valores “espirituales y culturales”, con miembros del Círculo Francés y el Comité Patriótico, fundó la Alianza Francesa de la Plata el 14 de septiembre de 1915.
Murió a los 86 años el 24 de junio de 1949

## Obras Pictóricas
Durante su paso por el Museo de Ciencia Naturales de La Plata pintó "El Retrato del Doctor Santiago Roth" e "Iguanodon", dos óleos (el segundo de gran tamaño) que están en custodia de la División Paleontología Vertebrados de dicho museo. Coutaret es autor de los murales "El Esmilodonte"  y "La Vuelta de Torres", que presenta con una visión impresionista ese rincón del Delta del Paraná. Ambos cuadros, de factura impecable, están fechados en 1927, Museo de Ciencias Naturales de La Plata (como dice en el texto de dicho museo Los Murales y su Entorno de Federico A. Carden)(*2)
El Levantador de Pesas, dibujo caricaturesco famoso por tener el lema del Club Gimnasia y Esgrima de la Plata "Mens sana in corpore sano"
Ex libris de Enrique Herrero Ducloux (*3) de Joaquín V. González de 1912 (*4)
Bajamar, acuarela sobre cartón mide 69 x 82 Museo Provincial de Bellas Artes de la Provincia de Buenos Aires
Barranca, Calle libertad, acuarela mide 27 x  20 cm 
Mendigo y Lustrabotas, aguada de tinta y acuarela, de 1897 firmada abajo a la derecha mide 47 x 36 cm
De destacada actuación en la fundación de La Plata como arquitecto y pintor por sus calidades como artista, también es autor del diseño de varias bóvedas funerarias que están el cementerio de dicha ciudad (*5)
Muchas de sus obras pictóricas se hallan en museos de arte de Argentina y en colecciones particulares.
Autor del primer escudo del Club Gimnasia y Esgrima de La Plata  
El primer escudo característico nació a principios del año 1900, de la iniciativa y creación del Coutaret. El emblema presentaba una dificultad de orden práctico que era poder llevar la misma, a insignias de reducidas dimensiones, y poder adaptarla para ser usada en la solapa. 
Por la razón indicada, se solicitó al dibujante Raúl Felices, plasmar en un dibujo más simple la insignia del Club; así surgió el tercer emblema durante el año 1928 y que perdura hasta la actualidad, aunque ha sufrido algunas modificaciones temporales.
También fue miembro de la Comisión Directiva del Club durante presidencia del Dr. Horacio J. Araúz en el periodo comprendido desde los años 1907 a 1909.

## Como escritor
Es Autor de los libros Armonía de los colores de 1918 y Las Malvinas Restituidas (Novela) Impreso por Talleres gráficos argentinos L.J. Rosso,  de 1929.
También escribió para la revista Ars del Círculo de Estudiantes de Artes Plásticas en 1909 (*1)
El Pintor, Número Malharro, año III, N° 18, La Plata, octubre de 1911 (Dedicado el Pintor Martín Malharro, compañero de trabajo y amigo del Coutaret)

## Obras Arquitectónicas
La Ex sede del Jockey Club (La Plata)

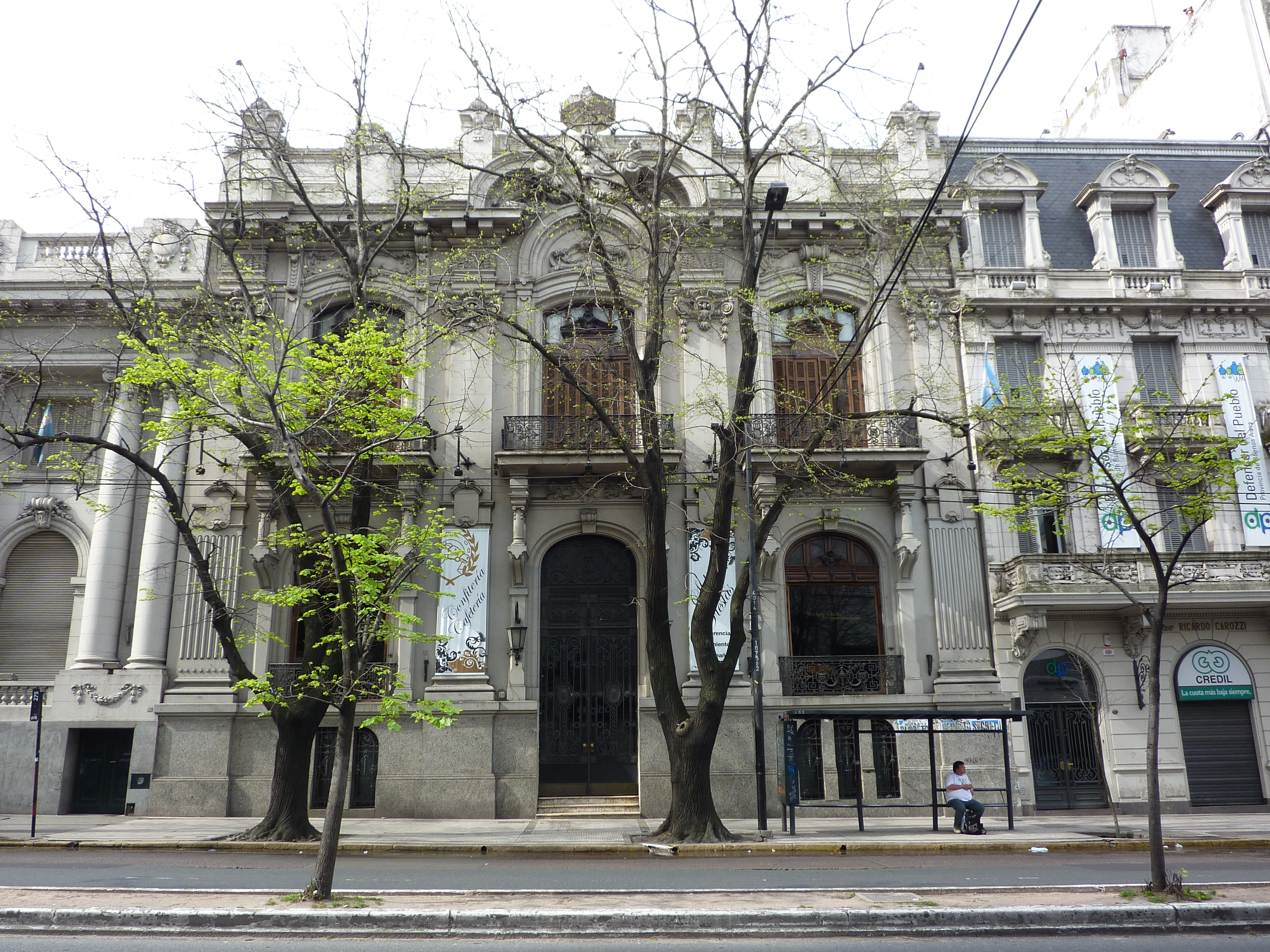
Ex sede del Jockey Club (La Plata)

Se adquiere el terreno sobre la calle 7 entre 48 y 49 el 19 de febrero de 1906 en una subasta pública al señor Serra, el proyecto para la ejecución del edificio es encargada al ingeniero y arquitecto Emilio Coutaret dando comienzo a las obras en 1910 de la que sería la sede del Jockey Club de la Provincia de Buenos Aires.
 Catedral de Mar del Plata, proyecto en conjunto con Ing.Pedro Benoit
Según detalla el Arq. Máximo Bonetti, quien además de asesor en Patrimonio es investigador y especialmente ha estudiado este ícono arquitectónico de la ciudad de Mar del Plata:
"Si bien en 1893 se colocó la piedra fundamental de la entonces llamada Parroquia de San Pedro y Santa Cecilia, la construcción se extendió durante 20 años. El terreno en donde se ubicó -frente a la plaza San Martín- fue cedido en forma conjunta por el empresario Pedro Luro y por el fundador de Mar del Plata, Patricio Peralta Ramos, ya que los terrenos de la ciudad pertenecían a ambos de manera indivisa. De allí es que surge su nombre, San Pedro, por Luro, y Santa Cecilia, por Cecilia Robles, esposa de Patricio Peralta Ramos. Una particularidad de este edificio es que fue financiado con donaciones de marplatenses y familias porteñas que veraneaban allí, con el objetivo de construir una iglesia que nunca quedara chica aunque, por aquellos años, la población marplatense no llegaba a los seis mil habitantes durante la temporada estival. El arquitecto Pedro Benoit -que, entre otras obras, había intervenido en la Catedral de Buenos Aires y dirigido la de La Plata- fue convocado por su amistad con Santiago Luro, uno de los hijos del matrimonio fundador, para dirigir la obra asociado al arquitecto Emilio Coutaret. El domingo 28 de febrero de 1897, habiendo concluido la construcción del techo del templo, se oficia por primera vez una misa. Años más tarde, el 2 de enero de 1924, la parroquia fue elevada a la categoría de Basílica menor mientras que en 1957 el sumo Pontífice Pío XII la elevó al honor de Iglesia Catedral"
,concluye.Palacio Municipal de Bahía Blanca, proyecto en conjunto con Arq. Ceferino Corti
Se encuentra emplazado frente a la Plaza Rivadavia de la Ciudad de Bahía Blanca. El proyecto de Palacio Municipal fue realizado por Emilio Coutaret y Ceferino Corti, cuya construcción fue encomendada al contratista Nicolás Pagano.
Palacio Municipal de Azul, proyecto en conjunto con Ing. Emilio Corti
Situada frente a la Iglesia Catedral de la ciudad de Azul. El proyecto del Palacio Municipal fue diseñado Emilio Coutaret y el Ing. Emilio Corti, la obra la llevó a cabo José Caputti.

## Obras
(*1) Las revistas literarias argentinas, 1893-1967 de Héctor René Lafleur, Sergio D. Provenzano, Fernando Alonso
En el Centro de Estudiantes de Bellas Artes que, en el período que va de junio de 1909 a agosto de 1912, edita la revista Ars, de la que aparecen 21 números. Sus fines son informar sobre las actividades realizadas por academias de arte, conservatorios y el Círculo Ars. También reseña exposiciones, se ocupa de conciertos, de poesía y literatura en general. Entre los principales colaboradores aparecen Martín Malharro y Coutaret, mientras que las ilustraciones son de Atilio Boveri, Reinaldo Olivieri, Emilio Pettoruti y el propio Coutaret, entre otros. La revista comprende varias secciones: Bajo el dintel, Mirando la avenida, Cháchara mensual, Tinta fresca, Del cercado ajeno, Lápices, pinceles y cinceles. En el primer número se transcriben las deliberaciones de los egresados del Museo para la redacción de su carta orgánica, de la que surgirá el Círculo Ars
(*2) Los Murales y su Entorno de Federico A. Carden - Documento del SEDICI Repositorio Institucional de la Universidad Nacional de La Plata UNLP
http://sedici.unlp.edu.ar/bitstream/handle/10915/47238/Documento_completo.pdf?sequence=1
(*3) Sitio Web de la Biblioteca Nacional Mariano Moreno -  Exlibris de la Biblioteca Digital Trapalanda
(*4) La tradición laica en la “ciudad universitaria” - El movimiento librepensador en La Plata (1896-1919) de Daniel Omar De Lucia – Página 24 
(*5) Iconografía Funeraria Masónica de María Carlota Sempé y Emiliano Gómez Llanes -  Página 6 – Documento del Sitio Web de la Municipalidad de La Plata